# Loi rhodienne

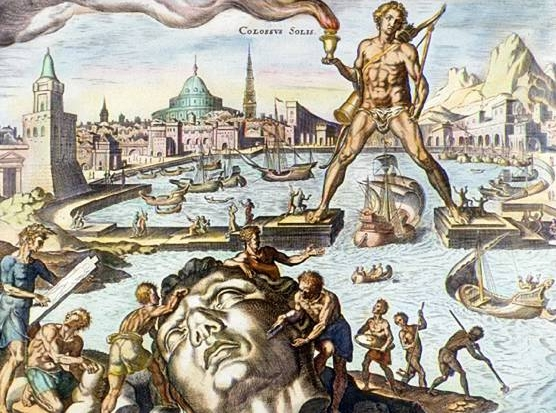
Colosse de Rhodes, imaginé dans une gravure du XVIe siècle par Maarten van Heemskerck.

La loi rhodienne (lex rhodia) est le plus ancien recueil des lois et usages maritimes de la Grèce antique. 

## Histoire
La prospérité de Rhodes, à l'époque des successeurs d'Alexandre le Grand, lui permet d'affirmer son empire sur la mer hellénique. Il se manifeste notamment par la production d'un corps de règles destinées aux marins. Les auteurs romains (Ciceron, Strabon) en font mention. Les règlements élaborés par la cité-État pour la police de la mer sont adoptés par tous les grands ports. La loi rhodienne devient l’usage général du commerce, approuvé dans un rescrit de l'empereur romain Auguste. Un de ses successeurs,  Antonin le pieux, saisi d'un litige concernant un naufrage à l'ile d'Ikaria, le confirme en ces termes : « Je suis le maître du monde, mais c’est la loi qui règne sur la mer. C’est par la loi maritime des Rhodiens que le litige doit être jugé, en tant qu’elle n’est contraire à aucune loi rendue par nous. Ainsi a déjà jugé le divin Auguste ».
Un jurisconsulte romain, Julius Paulus, préfet du prétoire sous l'empereur Alexandre Sévère évoque la lex Rhodia et l'obligation qu'elle impose à tous les chargeurs de contribuer à la perte des marchandises jetées à la mer, ou des mâts abattus pour le salut du navire menacé par la tempête.
Vers le milieu du VIIIe siècle, sous le règne de l’empereur byzantin Léon l’Isaurien, la loi rhodienne apparait sous la forme d’un recueil comprenant une cinquantaine d'articles, dont quelques-uns sont empruntés au Digeste et au Code de Justinien. Si l'auteur du code reste inconnu, l'autorité du texte est attestée par le grand nombre de copies qui circulent, avec quelques variantes. Y sont assemblés les usages sur les associations de risques, des règles sur la police des gens de mer, sur la répression des vols et des barateries, ainsi que quelques dispositions sur les conventions maritimes usuelles. Ce recueil constate des usages maritimes pour traiter des conséquences des dangers habituels de la navigation mettant en place une assurance mutuelle entre les armateurs et les chargeurs d'un même navire.  
Le plus ancien manuscrit de ce recueil a été trouvé dans la bibliothèque Ambrosienne à Milan, et semble dater du XIe siècle.  
Pendant plusieurs siècles (VIe au XIe siècle), les communautés de Dalmatie reconnaissent la protection des empereurs de Constantinople et la loi rhodienne est adoptée par toutes les villes des bords de l’Adriatique.

## Contenu
Telle qu'elle figure dans le manuscrit de la bibliothèque Ambrosienne, la loi Rhodienne substitue au droit romain un système nouveau et complet. Le principe romain de la gestion d’affaires et de l’actio exercitoria fait place, au Moyen Âge, à un régime d’association et d’assurance mutuelle entre toutes les personnes intéressées dans un voyage maritime. 
La loi rhodienne traite essentiellement des vols commis à bord ou par l’équipage, des querelles et blessures et de leur punition, des ruptures du voyage par détournement de route, du jet à la mer, de la responsabilité des chargeurs, des dépôts des objets précieux entre les mains du patron, des personnes abandonnées en route, des prêts maritimes, des nolissements et des arrhes, de l'association entre navires, de la responsabilité des fautes, de la contribution aux avaries, des salaires des gens de l’équipage et du sauvetage des effets et marchandises. 
À la loi rhodienne proprement dite s'ajoute un groupe de 49 articles qui la complètent. Ils fixent la part revenant, dans la perte comme dans le gain, à chacune des personnes employées sur un navire. Ils précisent qu’en cas de vol commis sur le navire, le patron et les passagers se justifient en prêtant serment sur les évangiles. Ces dispositions, qui ne font pas partie du groupe principal, doivent être considérées comme des gloses postérieures. 

## Postérité
Après que les Vénitiens ont succédé aux Grecs dans la suprématie de la Méditerranée, le droit byzantin continue de régir les affaires maritimes. Dans les statuts dalmates comme dans la loi byzantine, l’assurance mutuelle est la règle. Le contrat est toujours sous-entendu et obligatoire. La lex Rhodia recouvre plus ou moins la lex mercatoria, entendue au sens d’usages utilisés par les marchands, ayant force obligatoire entre eux, sans nécessairement être reconnu formellement par les ordres juridiques des États. 
Le Consulat de la mer, les Rôles d'Oléron et le Guidon de la mer reprennent ultérieurement, selon le même modèle, nombre des dispositions de la loi Rhodienne. 